# Pini Segna
Pini Segna (Firenze, 22 ottobre 1925 – Salmour, 13 settembre 2012) è stato un fumettista, pittore e partigiano italiano.

## Biografia
Pini (Segna era in realtà il nome di battesimo ma nelle sue opere si firmava anteponendogli il cognome), dopo aver concluso nel 1944 gli studi presso l'Accademia di belle arti di Firenze, durante la seconda guerra mondiale si unì alle truppe partigiane combattendo nella zona delle Langhe, in Piemonte; alla fine del conflitto, si trasferì a Milano. Esordì nel 1946 come sceneggiatore di fumetti scrivendo la serie Agente K6 disegnata da Vincenzo Baggioli, alla quale seguì la serie Il Giustiziere Mascherato per la casa editrice Nuova Aurora, per poi collaborare nel tempo con molti altri editori Per Tristano Torelli disegnò nel 1947 vari episodi della serie Carnera e per la Editoriale Sportiva realizzerà la serie Penna Azzurra; dal 1948 lavorò come illustratore delle serie di storie "Saetta" e "Volpe" per le Edizioni Alpe e per la casa editrice Arc le serie Pantera Bionda, Tom Mix e Tom Bill; dal 1949 iniziò a collaborare con la Editrice Universo per la serie Albi dell'Intrepido.
Negli anni cinquanta disegnò le serie a fumetti Dix, Tornado Bill, Carabina Jones e Gim Falco per le Edizioni Tomasina e, verso la fine del decennio, le serie Dick Montana, Gill Bart, Glory Men, Giungla Kid e Dakota. Dal 1965 al 1977 si occupò principalmente di disegnare l'edizione italiana di serie come Mandrake e Phantom per la Fratelli Spada e Kriminal per l'Editoriale Corno, Zakimort per l'editore Gino Sansoni oltre all'edizione francese di Akim per le Editions Aventures et Voyages. Dal 1977 al 1982 iniziò a collaborare con la Daim Press disegnando la serie Zagor. Negli anni novanta si trasferì a Dogliani dedicandosi alla pittura. A seguito di un incidente automobilistico, nel 2007 venne ricoverato in ospedale. Alcune settimane dopo ebbe un ictus a seguito del quale si ritirò a vivere in una casa di cura a Salmour dove morì nel 2012. È sepolto a Milano, nel cimitero di Bruzzano.